# Bunya-Mountains-Nationalpark
Der Bunya Mountains National Park ist ein 192 Quadratkilometer großer Nationalpark im Süden von Queensland, Australien. Der Park umfasst große Teile des Gebirgszugs der gleichnamigen Bunya Mountains. Die Berge sind mit für den Westen typischen Wäldern bewachsen und beinhalten den größten zusammenhängenden Bunya-Pines-Bestand weltweit. Der Park befindet sich 63 Kilometer nordöstlich von Dalby und 58 Kilometer südwestlich von Kingaroy.
Den Park erreicht man über eine schmale, kurvenreiche Straße und er ist bekannt für seine Tierwelt und Ausblicke. Das milde Klima des Gebirgszugs sorgt dafür, dass am Morgen und Abend die Temperaturen niedrig sind. Er bietet Campingplätze, Picknickplätze und ein Netzwerk an Wanderwegen.

## Geschichte
Die Aborigines des Waku Waku-Stammes waren die ersten, die diese Berge besiedelten. Während der 1860er Jahre wurde angefangen im Park Holz eingeschlagen, hauptsächlich Rote Zeder, Queensland-Araukarie und Neuguinea-Araukarie, die Aborigines wurden verdrängt. Noch im gleichen Jahrzehnt begannen die europäischen Siedler den Park zu besuchen und sich der Landschaft zu erfreuen.
Das Bunya-Sägewerk wurde 1883 eröffnet. 1908 wurden 9112 Hektar zum Nationalpark erklärt, das macht ihn zum zweitältesten Nationalpark in Queensland. Holz wurde jedoch noch bis 1917 eingeschlagen. Das letzte Sägewerk in den Bunya Mountains schloss 1945.
1939 entstanden die ersten Wanderwege. Die Carbine's Chute waren eine der ersten Rinnen, die dazu verwendet wurden die Stämme aus den Bergen zu transportieren. Vom Munros Camp führt ein 1,5 km langer Weg zu dieser Stelle. Da das Holz beim Heruntergleiten in den steilen Rinnen oft splitterte und beschädigt wurde, verwendete der Besitzer eines Sägewerks, Lars Anderson, eine Kombination von Eisenbahnen, Winden, Förderbändern und Seilbrücken, um das Holz schonender zu befördern.

## Flora

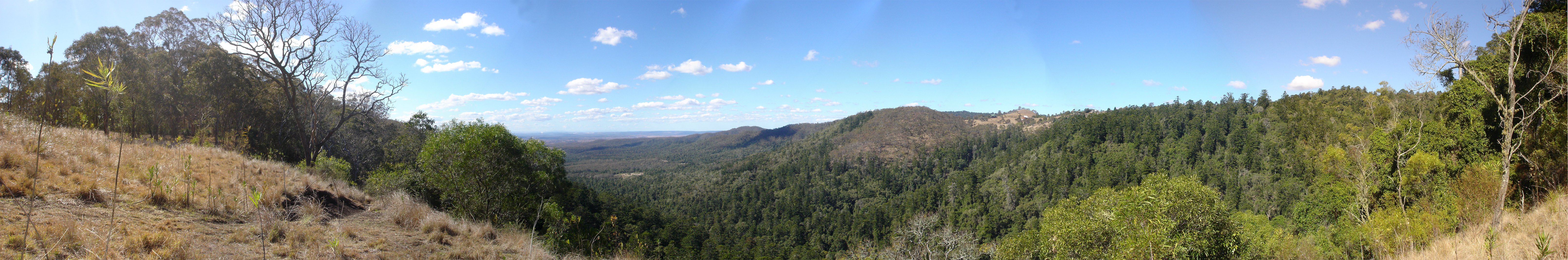
Blick nach Nordosten über South Burnett und Kingaroy

Einige der Bunya Pines im Park sind bis zu 600 Jahre alt und 25 Meter hoch. In den Wäldern findet man Große Brennnesseln, wilde Himbeeren, eine Vielzahl von Kletterpflanzen und Farne. Weitere Baumarten im Park umfassen White Beech und Silky Oak. Die Grasbäume am Mount Kiangarow werden bis zu 5 m hoch und sind mehrere hundert Jahre alt.
Überall verteilt im Nationalpark findet man Lichtungen in den Wäldern, bekannt als grassy balds. Typischerweise sind sie einige Hektar groß und entstehen entweder bei Buschfeuern oder sind bedingt durch geologische Besonderheiten. Etwa dort, wo große Basaltplatten im Boden liegen und so den Weg für die Wurzeln der Bäume versperren. Momentan gibt es etwa 100 dieser Lichtungen, wobei die die durch Feuer entstanden langsam zurückgehen, da es hier seit längerem nicht mehr gebrannt hat. Die grasbewachsenen Flächen haben eine höhere Biodiversität als die dichten subtropischen Regenwälder, da hier viele Vögel und Nagetiere leben, die nirgendwo anders im Park heimisch sind.

## Fauna

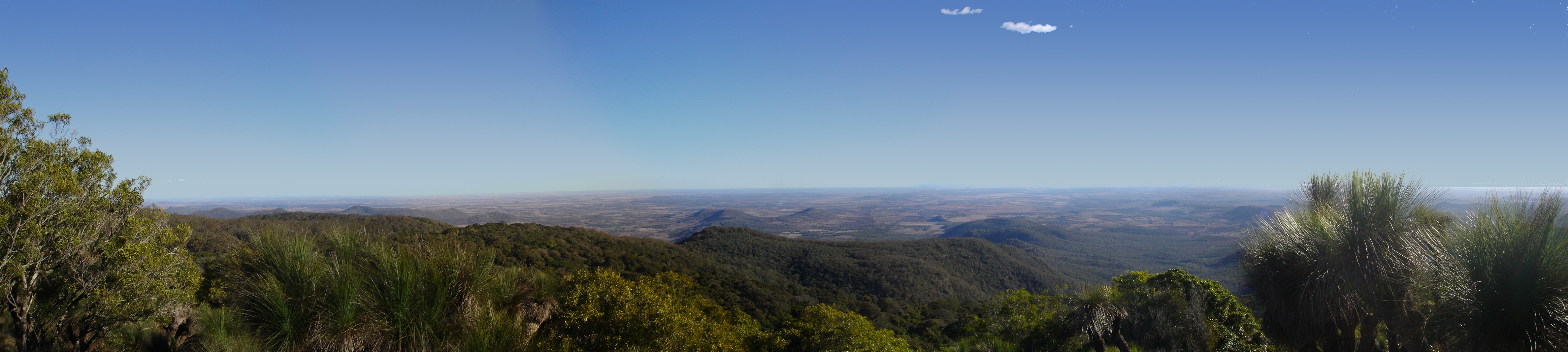
Blick nach Südosten vom Mount Kiangarow über die Darling Downs

Im Park beheimatet mehr als 200 Froscharten und Reptilien, aber auch Beuteltiere, wie Filander, Felskängurus, Sumpfwallabys und die Bunya-Mountains-Ringbeutler (Pseudocheirus peregrinus rubidus). Auch einige Schlangenarten kommen hier häufig vor, wie die Rautenpython, die Rotbäuchige Schwarzotter und die Braune Nachtbaumnatter.
Die Berge sind Teil der Bunya Mountains und Yarraman Important Bird Area, in der vermutlich die weltweit größte Population des Black-breasted Button-quail lebt. Es gibt insgesamt 120 Vogelarten, darunter Keilschwanzadler, Buschhühner, Eastern Whipbirds, Königssittiche, Seidenlaubenvögel, Habichte und Finken. Der Park beheimatet ebenso wichtige Populationen des Grünlaubenvogels, des Gelbnacken-Laubenvogels und des Schild-Paradiesvogels. Außerdem gibt es Currawongs, Lärmpittas, Pennantsittiche, und Wongatauben.